# Pădurea Radovan
Pădurea Radovan este o pădure din comuna omonimă, județul Dolj, România, aflată aproape de municipiul Craiova. Ea este punctul de atracție a mai multor preoți, parapsihologi și jurnaliști din România și din străinătate, datorită unei fantome numită Ileana care bântuie pădurea. 